# Holsteinborg Gods
Holsteinborg Gods er en gammel sædegård fra 1357, som under navnet Braade var en hovedgård under Roskilde bispestol. Gården ligger i Holsteinborg Sogn i Slagelse Kommune. Hovedbygningen er opført i 1598-1639-1649.
Efter adelsslægten Trolles overtagelse af godset, ændrede det navn til Trolholm omkring 1562, og godset fik sit nuværende navn i forbindelse med slægten Holsteins overtagelse af godset, og har været i slægtens besiddelse i mere end 300 år.
Holsteinborg Gods er på ca. 1500 hektar med Fuirendal, Snedinge og Kulgravgård. Den var fra 1708 hovedsædet i Grevskabet Holsteinborg og er hjemsted for Slægten Holstein-Holsteinborg
Det nuværende bygningsanlægs historie går tilbage til ca. år 1200; området var da et forsvarsværk til beskyttelse af den nærliggende flådestøttepunkt Bisserup Havn. Med navnet Bråde kendes godset som et len under Roskilde Bispestol helt frem til 1536, hvor Kronen overtog. (Ældste bevarede jordebøger er fra 1290 og 1370).
Frederik 2.s bestræbelser på at skabe kongelige enemærker i Nordsjælland medførte en række store godsmageskifter hér bl.a. med Niels I. Trolle til Torupgaard, der i stedet i 1562 fik Bråde Gods, der herefter bar navnet Trolholm.
Det store voldsted blev snart efter indgravet, og et næsten helt symmetrisk borg- og ladegårds-anlæg blev bygget 1598-1651. Ligeledes opførtes ladegården på den nærliggende sædegård, Snedinge.

## Ejere af Holsteinborg
- (1357-1536) Roskilde Bispestol
- (1536-1562) Kronen
- (1562-1570) Niels Trolle
- (1570-1582) Jakob Nielsen Trolle / Børge Nielsen Trolle / Anne Nielsdatter Trolle
- (1582-1610) Børge Nielsen Trolle
- (1610-1615) Anna Povlsdatter Munk gift Trolle
- (1615-1667) Niels Børgesen Trolle
- (1667-1676) Børge Nielsen Trolle
- (1676-1707) Anders Nielsen Trolle
- (1707-1737) Ulrich Adolph lensgreve Holstein-Holsteinborg
- (1737-1749) Frederik Conrad lensgreve Holstein-Holsteinborg
- (1749-1759) Christoph Conrad lensgreve Holstein-Holsteinborg
- (1759-1760) Cay Joachim Detlev lensgreve Holstein-Holsteinborg
- (1760-1796) Heinrich lensgreve Holstein-Holsteinborg
- (1796-1836) Frederik Adolph lensgreve Holstein-Holsteinborg
- (1836-1892) Ludvig Henrik Carl Herman lensgreve Holstein-Holsteinborg
- (1892-1924) Frederik Conrad Christian Christopher lensgreve Holstein-Holsteinborg
- (1924-1945) Bent lensgreve Holstein-Holsteinborg
- (1945-1965) Erik Frederik Adolf Joachim lensgreve Holstein-Holsteinborg
- (1965-1977) Ib lensgreve Holstein-Holsteinborg
- (1977-) Ulrich (lens)greve Holstein-Holsteinborg

## Spøgerier
Holsteinborg er hjemsted for mange spøgerier. En mand i renæssance-dragt er set talrige gange og er bl.a. beskrevet af H.C. Andersen i et brev skrevet under et besøg på godset.
Derudover findes et mandligt spøgelse med store støvler, et flyvsk spøgelse huserer i østfløjen, og det pusler i biblioteket i sydfløjen. 

## Eksterne Henvisninger
- Holsteinborg Gods